# 石川禅
石川 禅（いしかわ ぜん、1964年6月22日 - ）は、主に舞台、ミュージカルを中心に活躍する日本の俳優。洋画吹き替え等では声優としても活動している。新潟県出身。劇団青年座を経て現在ホリプロ・ブッキング・エージェンシー所属。身長177.5cm、体重70kg。血液型A型。第一種普通自動車運転免許所持。

## 略歴
俳優及び声優活動
- 高校卒業後、当時東京都世田谷区上野毛にあった多摩芸術学園演劇科（多摩美術大学の関連校。1992年に閉校）に進学、卒業。
- その後、文学座附属演劇研究所（東京都新宿区信濃町）、劇団青年座研究所（東京都渋谷区富ヶ谷）に進んだ。
- 1988年4月、劇団青年座演技部に準劇団員として採用、本格的な俳優活動をスタートさせる。1990年1月、正劇団員に昇格[1]。
- 1992年5月より1993年9月まで東京・帝国劇場にて上演された東宝制作のミュージカル『ミス・サイゴン』（日本初演）にシュルツ大尉役で出演し、これを契機にミュージカルを中心として活躍するようになる。
- 1995年5月より東京・帝国劇場で上演された東宝ミュージカル『回転木馬』（日本初演）にビリー・ビグロウ役で主演（Wキャスト）。
- 1994年からアンサンブルでも出演した東宝ミュージカル『レ・ミゼラブル』では、1997年から1999年までマリウス役を演じる。その後も、スペシャルキャストとして『レ・ミゼラブル イン コンサート』（2004年、東京芸術劇場）、『レ・ミゼラブル 2000回達成記念スペシャルバージョン公演』（2005年、東京・帝国劇場）、『レ・ミゼラブル 20周年スペシャルキャスト公演』（2007年、東京・帝国劇場、福岡・博多座）、『レ・ミゼラブル 帝国劇場 開場100周年記念スペシャルキャスト公演』（2011年、東京・帝国劇場）でマリウスを演じた。
- 1998年10月に行われた、劇団青年座第144回本公演『ムーラン・ルージュ』（東京・本多劇場）ののち、同年11月、青年座を退団[2]。以後は、様々な形態の公演にチャレンジしている。
- 現在、ホリプロ・ブッキング・エージェンシーに所属。1999年、自主公演を管理し、現在では後援会組織ともなる「Z-Angle」が発足した。
- 2004年、東宝ミュージカル『エリザベート』にて、主人公となるエリザベートの夫でオーストリア皇帝・フランツ・ヨーゼフ1世役を得る（Wキャスト）。以降、東宝ミュージカル等の大型ミュージカル作品におけるプリンシパル・キャストの地位を安定的に獲得。現在に至る。
- 声優としては、洋画やアニメなどにおける吹き替えを中心に活動。コメディからキッズ/ファミリー向け、SF、アクション、ラブロマンス等、作品ジャンルを問わず広く活躍している。
- 米20世紀FOX制作のミュージカルアニメ『アナスタシア』（1997年、日本公開：1998年8月）では、主人公アーニャ（アナスタシア）と恋に落ちる詐欺師・ディミトリ役を演じ、劇中歌も吹き替えるなど、本来の活躍分野であるミュージカル要素を含んだ作品にもしばしば出演している。
- 最近では米コミックを原作とする『ファンタスティック・フォー』の映画シリーズ2作品（『ファンタスティック・フォー ［超能力ユニット］』、『ファンタスティック・フォー:銀河の危機』）で、中心となるMr.ファンタスティックことリード・リチャーズ役の劇場公開版オリジナル吹き替えを継続して担当している。

## 人物
- 生粋の新劇育ち。その出自は、日本において現在ミュージカルを中心に活躍する舞台俳優としては少数派である。

俳優として
- 青年座研究所を卒業した23歳の時、本名から現在の芸名「石川 禅」とし俳優活動を開始。
- 劇団青年座においては、在団中座内受賞歴2回（1990年第12回新人賞、1993年第18回放映賞）。最初の外部出演は1990年、東京・日生劇場、大阪・近鉄劇場で上演された、坂東玉三郎演出、東山紀之主演の『なよたけ』である[3]。
- 1992年5月から1993年9月まで上演された『ミス・サイゴン』日本初演における出演者オーディションには、この青年座の指示のもとに挑戦。当の石川自身はその時点でまだ青年座公演におけるミュージカル作品を経験したことがなかった[4]。
- また、この1年半の公演期間中に父親が他界。その後、役者を続けることに迷いを感じたこともあったが、1995年の『回転木馬』において主演となるビリー・ビグロウ役を獲得したことで、この機会を「亡くなった父がプレゼントしてくれた星のかけら」と感じ、生涯役者を貫く決意を固めた、と後に本人が語っている[5][6]。

- 東宝ミュージカル『レ・ミゼラブル』では、マリウス役の経験が長いが、1994年にアンサンブル出演した際のオーディションでは、アンジョルラス役を志望していた[7][8]。

- 『レ・ミゼラブル』1999年公演終了まで日常において本格的なボイストレーニングを行っておらず、歌は「我流」だった、と本人が述懐している[9]。
- 『レ・ミゼラブル』日本上演20周年にあたる2007年公演（2007年6月~2007年10月、東京・帝国劇場、福岡・博多座）において、石川は全213公演のうち通常公演でジャベール役（2007年6、8、9月、計40公演）、20周年記念キャスト公演においてはマリウス役（2007年7、10月、計13公演）を演じ、物語上においてまったくキャラクターの違うこの二役を、同一公演期間内でそれぞれ違和感なく表現。
- なお、同作品の中では、1994年の初参加から2011年公演までに、プルベール役、フイイ役、マリウス役、ジャベール役と4つのキャラクターを演じた経験を持ち、この2011年公演におけるマリウス役においては、過去同役を演じた歴代キャスト16名のうち、最年長（46歳）での出演となった。

エピソード
- 幼少の頃、家族に連れられて行った教会で、よく聖歌（賛美歌）を歌った。幼稚園の頃、クリスマス会の劇発表で舞台に上がった経験は、現在の舞台人としての原体験となっている[10]。
- 中・高時代は、大音量でテープレコーダーに合わせて歌うのが好きだった[11]。中学3年の学園祭で朗読を経験、アナウンサー・声優志望となり[12]、高校時代は放送部に所属[13]。
- 同じく高校時代、姉に連れられて行った渋谷・PARCO劇場での市村正親主演作品で初観劇。17歳の夏に初めて観たミュージカル作品は、後に自身も出演することになる、『ブロードウェイミュージカル 「ピーター・パン」』初演（1981年8月、新宿コマ劇場）だった[14]。
- 姉からは、この他にも影響を受けており、少年時代はその持ち物であった少女マンガ雑誌を無断借用して読んだのをきっかけに、マンガ好きに。萩尾望都、山岸凉子、などの他、様々な作品を読破。特に手塚治虫の『ブラック・ジャック』においては、過去、カルト的なファンとまで告白したこともある[15]。
- 日曜大工程度の大工仕事は得意で、体力作りのためフィットネストレーニングもよくしている。
- 禁煙をきっかけに始めたウォーキングは、毎朝10km程度以上行っている。愛犬を随伴すれば1回に15km程度になることもあり、この習慣は地方公演中も同様である。
- 『ミス・サイゴン』、『レ・ミゼラブル』と共演し本人と親交のある俳優で歌手の石井一孝によると、石川は米国人俳優、ジョン・キューザックに「そっくり」であり、自身のブログ『石井一孝の情熱マニア日記』において、キューザックは石川における「世界で3人いると言われる瓜二つな人間のひとり」とまで言わしめている[16]。

## 出演作品（俳優）

### 舞台・ミュージカル
（劇団青年座時代）
1988年
- 蠅の王（9月、劇団青年座第57回スタジオ公演 - 東京・青年座劇場） - スタンリー役
- シューベルティアーデ物語（11月、劇団青年座第58回スタジオ公演 - 東京・青年座劇場） - ヨハン役

1989年
- 勇士たちの伝説（11月、劇団青年座第60回スタジオ公演 - 東京・青年座劇場） - 卜部季武役

1990年
- なよたけ（1月〜2月、松竹 - 東京・日生劇場、大阪・近鉄劇場）
- 希望―幕末無頼篇（7月、劇団青年座第105回本公演 - 東京・紀伊国屋ホール） - 沖田総司役
- 東海道四谷怪談（8月、劇団青年座第61回スタジオ公演 - 東京・青年座劇場） - 尾扇、伴助役
- 評決 〜昭和3年の陪審裁判〜（10月、劇団青年座第108回本公演 - 東京・青年座劇場） - 金杉役

1992年 - 1993年
- ミス・サイゴン（5月〜1993年9月、東宝 - 東京・帝国劇場） - シュルツ大尉役、ほか

1994年
- レ・ミゼラブル（2月〜7月、東宝 - 東京・帝国劇場、愛知・中日劇場、大阪・劇場飛天） - プルベール役、フイイ役

1995年
- 回転木馬 CAROUSEL（5月、東宝 - 東京・帝国劇場） - 主演 ビリー・ビグロウ役

1996年
- 回転木馬 CAROUSEL（4月〜8月、東宝 - 愛知・中日劇場、大阪・劇場飛天） - 主演 ビリー・ビグロウ役

1997年 （〜1998年）
- ブロードウェイミュージカル『アニーよ銃をとれ』（4月、東京・新宿コマ劇場） - フランク・バトラー役
- レ・ミゼラブル（6月〜10月、12月〜1998年1月、東宝 - 東京・帝国劇場、大阪・劇場飛天） - マリウス・ポンメルシー役

1998年
- レ・ミゼラブル（3月〜4月、東宝 - 愛知・中日劇場） - マリウス・ポンメルシー役
- ムーラン・ルージュ（1998年10月、劇団青年座第144回本公演 - 東京本多劇場） - ジェシー村中役

(退団〜ホリプロ・ブッキング・エージェンシー所属以降)
- POP OPERA『貧血鬼ドラキュラ』（1998年12月、タナボタ企画 - 東京・東京芸術劇場小ホール） - ジョナサン、ヴェロニカ役 ほか

1999年
- カンパニー 〜結婚しない男〜（2月〜3月 - 東京・青山劇場、札幌・札幌市教育文化会館、大阪・シアター・ドラマシティ） - ピーター役
- レ・ミゼラブル（5月〜8月、東宝 - 東京・帝国劇場） - マリウス・ポンメルシー役

2000年
- ファミリーミュージカル『新・オズの魔法使い』（8月 - 東京・新宿コマ劇場） - ジーク=ライオン役
- メトロに乗って（10月〜11月、音楽座 - 東京・ル・テアトル銀座、兵庫・宝塚バウホール） - 主演・小沼真次役

2001年
- 音楽劇『三文オペラ』（7月〜8月 - Bunkamuraシアターコクーン、大阪・シアター・ドラマシティ） - 鋸のロバート役
- ジキル&ハイド（11月〜12月、東宝・ホリプロ・フジテレビ - 東京・日生劇場、愛知・中日劇場） - サイモン・ストライド役　ほか

2002年
- HONK! （3月、7月〜8月、Pure Marry - 東京・かめありリリオホール、青山劇場、大阪・近鉄劇場、愛知・中日劇場、石川・能登演劇堂） - ターキー、魚、スノーウィ、カラス丸、白鳥ミュート、カエル、雪の精　計7役）
- ジャック・ブレルは今日もパリに生きて歌っている（10月、アーティストジャパン - 東京・紀伊国屋サザンシアター） - チームBにて出演
- ひめゆり（10月〜11月、ミュージカル座 - 東京・東京芸術劇場） - 檜山上等兵役

2003年
- ジキル＆ハイド（1月、東宝・ホリプロ・フジテレビ - 東京・日生劇場） - サイモン・ストライド役　ほか
- PURE LOVE（9月〜10月 - 東京・アートスフィア、大阪・シアター・ドラマシティ） - 村山征樹役
- 砂の戦士たち （11月、TSミュージカルファンデーション - 東京・サンシャイン劇場） - 主演 神山／ペドロ・バラ役

2004年
- エリザベート （3月〜12月、東宝 - 東京・帝国劇場、福岡・博多座、愛知・中日劇場、大阪・梅田コマ劇場） - オーストリア皇帝　フランツ・ヨーゼフ1世役

2005年
- デモクラシー（2月〜3月、ホリプロ・テレビ東京 - 東京・シアター1010、青山劇場、ル・テアトル銀座、名古屋・愛知厚生年金会館、滋賀・びわ湖ホール、新潟・りゅーとぴあ、大阪・シアター・ドラマシティ） - ラインハルト・ヴィルケ役
- レ・ミゼラブル　2000回達成記念スペシャルバージョン公演（5月、東宝 - 東京・帝国劇場） - マリウス・ポンメルシー役
- ブロードウェイミュージカル 『ピーター・パン』（7月、セブン-イレブンジャパン・ホリプロ - 東京・東京国際フォーラム ホールC） - フック船長、ダーリング氏役
- エリザベート（9月、東宝 - 東京・帝国劇場） - オーストリア皇帝　フランツ・ヨーゼフ1世役
- ジキル＆ハイド（12月、東宝・ホリプロ・フジテレビ - 東京・日生劇場） - ジョン・アターソン役

2006年 （〜2007年）
- エリザベート（5月、東宝 - 東京・日生劇場） - オーストリア皇帝　フランツ・ヨーゼフ1世役
- ブロードウェイミュージカル『ピーター・パン』（7月〜8月、セブン-イレブンジャパン・ホリプロ - 東京・東京国際フォーラム ホールC、愛知・愛知厚生年金会館、福岡・北九州芸術劇場、宮城・仙台イズミティ21） - フック船長、ダーリング氏役
- マリー・アントワネット（11月〜2007年3月、東宝 - 東京・帝国劇場、福岡・博多座、大阪・梅田芸術劇場） - フランス国王　ルイ16世（ルイ・オーギュスト）役

2007年
- マリー・アントワネット（凱旋公演）（4〜5月、東宝 - 東京・帝国劇場） - フランス国王　ルイ16世（ルイ・オーギュスト）役
- レ・ミゼラブル（6月、8〜9月、東宝 - 東京・帝国劇場、福岡・博多座） - ジャベール役
- レ・ミゼラブル　20周年記念スペシャルキャスト公演（7月、10月、東宝 - 東京・帝国劇場、福岡・博多座） - マリウス・ポンメルシー役
- ウーマン・イン・ホワイト（11月〜12月、ホリプロ - 東京・青山劇場、愛知・愛知県勤労会館） - パーシヴァル・グライド卿役

2008年（〜2009年）
- レベッカ（4月〜6月、東宝 - 東京・シアタークリエ） - フランク・クロウリー役
- エリザベート（8月〜2009年2月、東宝 - 愛知・中日劇場、福岡・博多座、東京・帝国劇場、大阪・梅田芸術劇場） - オーストリア皇帝　フランツ・ヨーゼフ1世役

2009年（〜2010年）
- レ・ミゼラブル（3月、10〜11月、東宝 - 愛知・中日劇場、東京・帝国劇場）[17] - ジャベール役
- ダンス・オブ・ヴァンパイア（7月〜9月、東宝 - 東京・帝国劇場、福岡・博多座） - アブロンシウス教授役
- パイレート・クィーン（11月〜2010年1月、東宝 - 東京・帝国劇場、大阪・梅田芸術劇場） - ヴィンガム卿役

2010年
- レベッカ（3月〜6月、東宝 - 愛知・中日劇場、東京・帝国劇場、大阪・梅田芸術劇場） - フランク・クロウリー役
- エリザベート（8月〜10月、東宝 - 東京・帝国劇場） - オーストリア皇帝　フランツ・ヨーゼフ1世役

2011年（〜2012年）
- 時計じかけのオレンジ（1月〜2月、TBS・トライストーンエンタテイメント・ホリプロ - 東京・赤坂ACTシアター、宮城・イズミティ21、大阪・梅田芸術劇場、福岡・北九州芸術劇場、愛知・刈谷市総合文化センター） - 牧師役
- レ・ミゼラブル（4月〜5月、東宝 - 東京・帝国劇場） - ジャベール役
- レ・ミゼラブル 帝劇開場100周年記念スペシャルキャスト公演（5月〜6月、東宝 - 東京・帝国劇場） - マリウス・ポンメルシー役
- 天璋院篤姫（7月、明治座 - 福岡・博多座） - 西郷吉之助役
- ロミオ＆ジュリエット（9月〜10月、TBS・ホリプロ・梅田芸術劇場 - 東京・赤坂ACTシアター、大阪・梅田芸術劇場） - キャピュレット卿役
- ダンス・オブ・ヴァンパイア（11月〜2012年1月、東宝 - 東京・帝国劇場、大阪・梅田芸術劇場） - アブロンシウス教授役

2012年
- エリザベート（5月〜9月、東宝 - 東京・帝国劇場、福岡・博多座、愛知・中日劇場、大阪・梅田芸術劇場） - オーストリア皇帝　フランツ・ヨーゼフ1世役
- アリス・イン・ワンダーランド（11月〜12月、ホリプロ - 東京・青山劇場、大阪・梅田芸術劇場） - ジャック／白のナイト役

2013年
- 遠い夏のゴッホ（2月〜3月、ホリプロ - 東京・赤坂ACTシアター、大阪・新歌舞伎座） - イルクーツク役
- 私のダーリン（3月〜4月、東宝 - 東京・シアタークリエ、兵庫・たつの市総合文化会館、大阪・サンケイホールブリーゼ、愛知・愛知県芸術劇場、福岡・福岡市民会館） - 小谷 仁／ヴェット役
- ロミオ＆ジュリエット（9月〜10月、TBS・ホリプロ・梅田芸術劇場 - 東京・東急シアターオーブ、大阪・梅田芸術劇場） - キャピュレット卿役
- モンテ・クリスト伯（12月〜2014年1月、東宝・ホリプロ - 東京・日生劇場、大阪・梅田芸術劇場、愛知・愛知県芸術劇場、福岡・キャナルシティ劇場） - ヴィルフォール役

2014年
- レディ・ベス（4月〜9月、東宝 - 東京・帝国劇場、大阪・梅田芸術劇場、福岡・博多座、愛知・中日劇場） - ガーディナー役
- アリス・イン・ワンダーランド（11月〜12月、ホリプロ - 東京・青山劇場、大阪・梅田芸術劇場、愛知・中日劇場） - ジャック／白のナイト役

2015年
- 十二夜（3月〜4月、東宝 - 東京・日生劇場、大阪・梅田芸術劇場、大分・iichikoグランシアタ、） - サー・アンドルー役
- 貴婦人の訪問 THE VISIT（7月〜9月、東宝 - 東京・シアター1010、金沢・本多の森ホール、大阪・シアターBRAVA!、東京・シアタークリエ、福岡・キャナルシティ劇場、愛知・中日劇場） - クラウス・ブラントシュテッター役
- ダンス・オブ・ヴァンパイア（11月〜2016年1月、東宝 - 東京・帝国劇場、大阪・梅田芸術劇場、愛知・愛知県芸術劇場） - アブロンシウス教授役

2016年
- ジキル＆ハイド（3月〜4月、東宝・ホリプロ - 東京・東京国際フォーラム ホールC、大阪・梅田芸術劇場、愛知・愛知県芸術劇場） - ジョン・アターソン役
- シスター・アクト〜天使にラブ・ソングを〜（5月〜2017年2月、東宝 - 東京・帝国劇場、大阪・梅田芸術劇場、愛知・愛知県芸術劇場、岩手・岩手県民会館、北海道・ニトリ文化ホール、宮城・東京エレクトロンホール宮城） - カーティス・ジャクソン 役
- 貴婦人の訪問 （11月〜12月、東宝 - 東京・シアター1010、シアタークリエ、福岡・キャナルシティ劇場、愛知・中日劇場、大阪・シアター・ドラマシティ） - クラウス・ブラントシュテッター役

2017年
- シスター・アクト〜天使にラブ・ソングを〜（1月〜2月、東宝 - 福岡・博多座、長野・まつもと市民芸術館） - カーティス・ジャクソン 役
- パレード（5月〜6月、ホリプロ - 東京・東京芸術劇場プレイハウス、大阪・シアター・ドラマシティ、愛知・愛知県芸術劇場） - ヒュー・ドーシー役
- レディ・ベス（10月〜12月、東宝 - 東京・帝国劇場、大阪・梅田芸術劇場） - ガーディナー役

2018年
- マディソン郡の橋（2月〜4月、東宝 - 東京・シアター1010、シアタークリエ、大阪・シアター・ドラマシティ） - バド役
- シラノ・ド・ベルジュラック（5月、東宝・ホリプロ - 東京・日生劇場、兵庫・兵庫県立芸術文化センター 阪急中ホール） - ラグノー役
- タイタニック（10月、梅田芸術劇場、ぴあ - 東京・日本青年館ホール、大阪・シアター・ドラマシティ） - イスメイ役
- レベッカ（12月、東宝 - 東京・シアター1010、愛知・刈谷市総合文化センターアイリス　大ホール、福岡・久留米シティプラザ　ザ・グランドホール、大阪・シアター・ドラマシティ） - フランク・クロウリー役

2019年
- レベッカ（1月〜2月、東宝 - 東京・シアタークリエ） - フランク・クロウリー役
- 笑う男 The Eternal Love -永遠の愛-（4月〜5月、東宝 - 東京・日生劇場、愛知・御園座、富山・新川文化ホール、大阪・梅田芸術劇場、福岡・アルモニーサンク北九州ソレイユホール） - フェドロ役
- フリーダ・カーロ - 折れた支柱 - （8月、TipTap - 東京・六本木トリコロールシアター）- レフ・トロツキー役
- ダンス・オブ・ヴァンパイア（11月〜12月、東宝 - 東京・帝国劇場、愛知・御園座） - アブロンシウス教授役

2020年
- ダンス・オブ・ヴァンパイア（1月、東宝 - 福岡・博多座、大阪・梅田芸術劇場） - アブロンシウス教授役
- アナスタシア（3月、フジテレビジョン・梅田芸術劇場 - 東京・東急シアターオーブ） - ヴラド役

2021年
- パレード（1月〜2月、ホリプロ - 東京・東京芸術劇場プレイハウス、大阪・梅田芸術劇場シアター・ドラマシティ、愛知・愛知県芸術劇場大ホール、富山・オーバードホール） - ヒュー・ドーシー役
- ラヴ・レターズ ～2021 WINTER Special～（2月、パルコステージ - 東京・PARCO劇場）- アンドリュー・メイクピース・ラッド三世役
- PARTY（3月、ホリプロ　ミュージカル・クリエイター・プロジェクト - 配信）- ボス・ジャック役
- ジェイミー（8月、フジテレビジョン／ホリプロ／TOKYO FM／キョードーファクトリー - 東京・東京建物Brillia HALL、大阪・新歌舞伎座、愛知・愛知県芸術劇場 大ホール） - ヒューゴ／ロコ・シャネル役
- ハウ・トゥー・サクシード (11月〜12月、東京グローブ座／シーエイティプロデュース／フジテレビジョン - 東京・東急シアターオーブ、大阪・オリックス劇場）- ビグリー役

2022年
- 笑う男 The Eternal Love -永遠の愛-（2月〜3月、東宝 - 東京・帝国劇場、大阪・梅田芸術劇場、福岡・博多座） - フェドロ役
- My Story, My Song 〜 and YOU〜 starring Yuichiro YAMAGUCHI - ゲスト出演（2022年5月19、20日 - 東宝 - 東京・シアタークリエ）
- フリーダ・カーロ - 折れた支柱 - （6月〜7月、TipTap - 東京・東京芸術劇場 シアターウエスト）レフ・トロツキー役
- ヘアスプレー（9月〜11月、東宝 - 東京・東京建物 Brillia HALL、福岡・博多座、大阪・梅田芸術劇場メインホール、愛知・御園座） - ウィルバー 役[18]
- THE PARTY in PARCO劇場～VARIETY SHOW & MY FAVORITE SONGS～ （11月 - PARCO劇場 - 東京・PARCO劇場）

2023年
- キングアーサー（1月〜3月、ホリプロ - 東京・新国立劇場 中劇場、群馬・高崎芸術劇場 大劇場、兵庫・兵庫県立芸術文化センター  KOBELCO大ホール、愛知・刈谷市総合文化センターアイリス） - マーリン役
- ダーウィン・ヤング 悪の起源（2023年6月～7月、東京・シアタークリエ、兵庫・兵庫県立芸術文化センター 阪急中ホール） - ラナー・ヤング役[19]
- アナスタシア（9月〜10月、梅田芸術劇場 - 東京・東急シアターオーブ、大阪・梅田芸術劇場メインホール） - ヴラド役

2024年
- カム フロム アウェイ（3月〜5月、ホリプロ - 東京・日生劇場、大阪・SkyシアターMBS、愛知・愛知県芸術劇場 大ホール、福岡・久留米シティプラザ　ザ・グランドホール、熊本・熊本城ホール　メインホール  他） - ニック 役 他[20]
- ヒストリーボーイズ（7月、東京・あうるすぽっと）- ヘクター 役[21]
- ブロードウェイ・ミュージカル ニュージーズ（10月〜11月、東宝・TBS - 東京・日生劇場、兵庫・兵庫県立芸術文化センター KOBELCO 大ホール、福岡・福岡サンパレス ホテル&ホール コンサートホール） - ピュリツァー 役[22]

2025年
- ミセン（1月〜2月、ホリプロ - 大阪・新歌舞伎座、愛知・愛知県芸術劇場 大ホール、東京・めぐろパーシモンホール 大ホール） - チェ・ヨンフ専務役[23][24]
- ダンス オブ ヴァンパイア（5月、東宝 - 東京・東京建物 Brillia HALL） - アブロンシウス教授 役[25]
- ジェイミー（7〜8月、フジテレビジョン／ホリプロ／キョードーファクトリー - 東京・東京建物Brillia HALL、大阪・新歌舞伎座、愛知・愛知県芸術劇場 大ホール） - ヒューゴ／ロコ・シャネル役
- サムシング・ロッテン!（12月〜2026年1月〈予定〉、フジテレビジョン - 東京・東京国際フォーラム、大阪・オリックス劇場） - ノストラダムス 役[26]

### テレビドラマ
- 東京ストーリーズ 第4回『モーニングコールガール』（1989年11月3日、CX）
- 火曜サスペンス劇場（NTV）
  - 『下弦の月-鬼熊事件-』（1990年3月27日）
  - 『浅見光彦ミステリー8「琵琶湖周航殺人歌」』（1990年7月3日） - 刑事 役
  - 『新任判事補』（1994年10月25日）
  - 『新・女検事 霞夕子3「乗り遅れた女」』（1994年11月29日）
- 西村京太郎サスペンス 脅迫者（1990年5月21日、KTV・CX系）
- 三匹のおっさん3〜正義の味方、みたび!!〜 第7話（2017年3月3日、TX）
- 刑事7人 第3シリーズ 第7話（2017年8月23日、EX） - 岩瀬厚一郎 役
- マチ工場のオンナ 第1回・第2回・第5回・最終回（2017年11月24日・12月1日・22日・29日、NHK G） - 八幡部長 役
- ノーサイド・ゲーム（2019年7月7日 - 9月15日、TBS） - 脇坂賢治 役[27]
- 痛快TV スカッとジャパン「神様気取りの迷惑クレーマーが店長に論破された話」（2020年1月20日、CX)
- 記憶捜査2〜新宿東署事件ファイル〜 第1話・第3話・第4話（2020年10月23日・11月6日・13日、TX） - 丹羽勉 役
- 三屋清左衛門残日録 あの日の声（2022年9月19日、時代劇専門チャンネル）
- unknown（2023年4月18日 - 、EX） - 曽我眞一 役[28]
- 連続テレビ小説 らんまん（2023年、NHK） - 佐伯遼太郎 役[29]

### 映画
- ふみ子の海（2007年10月13日、近藤明男監督作品） - 駅員 役

## 出演作品（声優）

### 吹き替え
洋画、アニメ
- デスペラード（1995年アメリカ） - ライト・ハンド役
- シャロウ・グレイヴ（1995年イギリス、日本公開：1996年10月） - デビッド〈クリストファー・エクルストン〉役
- 戦火の勇気（1996年アメリカ） - スティーブン・アルタマイヤー役
- ジャイアント・ピーチ（1996年アメリカ） - お父さん〈スティーヴン・カルプ〉役（James's Father）
- 愛さずにはいられない（1996年アメリカ、日本公開：1997年7月） - 主演 アレックス・ウィットマン〈マシュー・ペリー〉役
- アナスタシア（1996年アメリカ、日本公開：1998年8月） - ディミトリ役（劇中歌吹き替え含む）
- おもちゃの国を救え!（1996年アメリカ） - トム役
- ケーブルガイ（1996年アメリカ） - リック〈ジャック・ブラック〉役
- 不法執刀（1996年アメリカ）
- マキシマム・リスク（1996年アメリカ、日本公開：1997年5月） - VHS・DVD版のみ
- 洗脳（1998年アメリカ） - スティーブ〈ジェームズ・マースデン〉役
- スワン・プリンセス3 〜禁断の書〜（1998年アメリカ） - 劇中歌（デレク王子）
- レ・ミゼラブル （1998年アメリカ・デンマーク、日本公開：1999年1月） - マリウス・ポンメルシー〈ハンス・マシソン〉役
- シン・レッド・ライン（1998年アメリカ、日本公開：1999年3月） - ウィット二等兵〈ジム・カヴィーゼル〉役
- エバー・アフター（1998年アメリカ、日本公開：1999年4月） - ヘンリー王子〈ダグレイ・スコット〉役
- 母の眠り（1998年アメリカ、日本公開：1999年11月） - ブライアン〈トム・エヴェレット・スコット〉役
- エルモと毛布の大冒険（1999年アメリカ、日本公開：2000年7月） - ハクスリー〈マンディ・パティンキン〉役（劇中歌吹き替え含む）
- オルフェ（1999年ブラジル、日本公開：2000年9月） - 主演 オルフェ〈トニー・ガヒード〉役
- ダンサー（1999年フランス、日本公開：2000年10月） - アイザック〈ロドニー・イーストマン〉役
- クレイドル・ウィル・ロック（1999年アメリカ、日本公開：2000年10月） - ネルソン・ロックフェラー〈ジョン・キューザック〉役
- あの頃ペニー・レインと（2000年アメリカ、日本公開：2001年3月） - ラッセル・ハモンド〈ビリー・クラダップ〉役
- 春の日は過ぎゆく（2001年香港・韓国・日本、日本公開：2002年6月） - 主演 イ・サンウ〈ユ・ジテ〉役
- シャーロット・グレイ（2001年イギリス・ドイツ・オーストラリア、日本公開：2002年12月） - ジュリアン〈ビリー・クラダップ〉役
- バレット モンク（2003年アメリカ、日本公開：2004年1月） - カー〈ショーン・ウィリアム・スコット〉役
- スパイダーマン2（2004年アメリカ） - ジョン・ジェイムソン〈ダニエル・ギリーズ〉役
- ファンタスティック・フォー ［超能力ユニット］（2005年アメリカ） - 主演 リード・リチャーズ / ミスター・ファンタスティック〈ヨアン・グリフィズ〉役
- ナイト・オブ・ザ・スカイ（2005年フランス、日本公開：2006年2月） - 主演 アントワーヌ・マルチェリ大尉〈ブノワ・マジメル〉役[30]
- ファンタスティック・フォー:銀河の危機（2007年アメリカ） - 主演 リード・リチャーズ / ミスター・ファンタスティック〈ヨアン・グリフィズ〉役
- ガリバー旅行記（2010年アメリカ、日本公開：2011年4月） - エドワード将軍〈クリス・オダウド〉役[31]
- 明日に向って撃て!（1969年アメリカ、日本公開：1970年、スターチャンネル2013年放送吹替版） - ブッチ・キャシディ〈ポール・ニューマン〉役
- エクソダス:神と王（2014年アメリカ、日本公開：2015年1月） - ヘゲップ総督〈ベン・メンデルソーン〉役
- YASUKE - ヤスケ - EPISODE 4「果てなき道」 （2021年 MAPPA  NETFLIX） - 闇の将軍役
- 氷がすべてを隔てても（2022年アイスランド/デンマーク、日本公開：2022年3月 NETFLIX) - アイナー〈ニコライ・コスター＝ワルドー〉役  ほか
- つよいぞ！のりものモンスター（2024年 NETFLIX） - ヴァン・ヘルシング市長〈アル・ヤンコビック〉役

テレビ映画
- 20世紀名作シネマ『ウエストサイド物語』 - トニー〈リチャード・ベイマー〉役　（1999年12月28日、テレビ東京）
- エリザベート〜愛と哀しみの皇妃 (2009年ドイツ・イタリア・オーストリア合作) - フランツ・ヨーゼフ〈デヴィッド・ロット〉役 - DVD版のみ（2013年4月3日発売）

海外ドラマ
- フレンズ　第41-43話（season2） - エディ・メヌエック役（1996年、WOWOW）
- スティーブン・キングの『ランゴリアーズ』 - アルバート・カウスナー〈クリストファー・コレット〉役（1997年12月29〜30日、NHK総合）
- ザ・プリテンダー 仮面の逃亡者 第1シーズン - 第10話『ファックス爆発魔』- カーチス・ハーリング役（1997年12月13日、テレビ東京）
- ニキータ - 第9話『盗まれた秘密』（2000年11月2日、テレビ東京）
- 不思議の国のアリス - 眠りネズミ役、ほか（2001年1月2日、NHK教育）
- 主任警部モース - 第6話『キドリントンから消えた娘』デイビッド・エイカム役（2001年5月3日、NHK-BS2）
- アナザー・ライフ〜天国からの3日間〜 - 第21話『君さえいれば』- ハリー役（2003年10月9日、NTV）
- ヒヤシンス・ブルーの少女 - 『水の魔物』 - アドリアーン役（2007年9月13日、NHK-BS2）
- サンドマン - シーズン1 第6話『翼の音』 - ボブ役（2022年、NETFLIX）
- モンキー・キング - 竜王役（2023年、NETFLIX）

### ナレーション
- オール・アバウト・マイ・マザー 試写会CM（2000年、ギャガコミュニケーションズ）
- スチュアート・リトル2 DVD特典映像（2002年、ソニー・ピクチャーズ エンタテインメント）

### ラジオドラマ
- 日産ミッドナイトステーション ラジオノベルズ「女たちの聖戦（ジハード）」（1997年、TBSラジオ）
- FMシアター（NHK-FM）
  - LET IT PON!〜それでええんよ〜（2012年2月4日） - 楓の父 役
  - どこかで家族（2014年3月8日）
  - しまないあそびば（2024年4月20日）
- 青春アドベンチャー（NHK-FM）　
  - 白狐魔記 元禄の雪（2016年12月）
  - 「夜露姫」（2018年6月4日 - 15日） - 中納言 役[32]
  - 紺碧のアルカディア（2019年10月）
  - レディ・トラベラー1920（2020年11月）
  - 1848（2021年8月）
  - 軽業師タチアナと大帝の娘（2022年8月）
  - ラングドックの薔薇（2023年6月）
  - 逆光のシチリア（2024年5月）
  - 海の綺士団 -Umi no kishidan-（2025年4月・全15回） - スレイマン／トリーア大司教／ノストラダムス役[33]

### テレビアニメ
- 名探偵コナン 第45話（1997年） - 泉武雄 役
- 週刊ストーリーランド（2000年）

### コンピュータゲーム
- KNACK ふたりの英雄と古代兵団（PlayStation 4）（2017年9月28日　ソニー・インタラクティブエンタテインメント） - ライダー役

## 出演作品（その他）

### コンサート
- with One Voice 〜find voice in song〜 （2000年）
- The Battle of Musical（毬谷友子と共演、2000年）
- with One Voice 2 （2001年）
- with One Voice リクエスト編（2002年）
- レ・ミゼラブル イン コンサート（2004年7月2日〜4日、7月10日 - 東京・東京芸術劇場）
- M.クンツェ＆S.リーヴァイの世界　クリエ ミュージカル・コンサート（2010年6月18〜27日 - 東京・シアタークリエ）
- M.クンツェ＆S.リーヴァイの世界 〜2nd Season〜 ウィーン・ミュージカルコンサート（2012年2月26〜3月7日 - 東京・シアタークリエ、3月10日〜12日 - 大阪・梅田芸術劇場、3月14日〜15日 - 福岡・キャナルシティ劇場、3月17日〜18日 - 愛知・中日劇場、3月25日 - 東京・国際フォーラム）
- 第15回 ちよだシーズンコンサート（2012年12月24日 - 東京・日経ホール）
- シアタークリエ 5th Anniversary 〜 ONE-HEART♡MUSICAL FESTIVAL（2012年12月25日〜2013年1月3日 - 東京・シアタークリエ）
- シアタークリエ ONE-HEART MUSICAL FESTIVAL 2013（2013年7月12日〜2013年7月18日 - 東京・シアタークリエ）
- 1stソロコンサート（2015年5月20日 - 東京・よみうり大手町ホール）
- ミュージカル ボックス in Winter 2015（2015年12月27日 - 東京・赤坂ACTシアター）
- 石井一孝ミュージカルコンサート「ミュージカル高座2016」ゲスト（2016年8月28日 - 東京・浜離宮朝日ホール 小ホール
- 2ndソロコンサート（2016年9月1日 - 東京・よみうり大手町ホール）
- 3rdソロコンサート（2017年3月6日、7日 - 東京・よみうり大手町ホール）
- スパークリング・ヴォイス II（2017年3月 - 東京・シアタークリエ、大阪・サンケイホールブリーゼ）
- 朝海ひかる　女優10周年記念ツアー DANCE LIVE「will」ゲスト（2017年6月11日 - 大阪・ナレッジホール）
- 安蘭けい ドラマティック・コンサート Golden Age　ゲスト（2017年12月19日 - 東京・新国立劇場中劇場）
- 4thソロコンサート（2018年6月30日 - 東京・イイノホール）
- 5thソロコンサート（2019年9月2日、3日 - 東京・よみうり大手町ホール）
- THE MUSICAL BOX〜Welcome to my home〜（2020年8月29日、30日 - 東京・日生劇場）
- ホリプロミュージカル・コンサート（2020年12月13日 - 東京・新国立劇場中劇場）
- TipTap 15YEARS ANNIVERSARY CONCERT（2021年5月22日 - 東京・ヒカリエホール　ホールA）
- 石丸幹二 オーケストラコンサート 2021　ゲスト（2021年6月13日 - 東京・Bunkamuraオーチャードホール）
- 石丸幹二 オーケストラコンサート "アンコール"　ゲスト（2022年1月8日 - 東京・東京文化会館 大ホール
- Thanks Musical Concert『A Gift For You』（2022年12月27日 - 東京・日生劇場）
- Yuichiro & Friends 〜Singing! Talking! Not Dancing!〜  ゲスト（2024年1月 - 東京・シアタークリエ）　ほか
- CONCERT「THE BEST New HISTORY COMING」ゲスト（2025年2月23日・24日、帝国劇場）[34][35]
- 『ライフ・イズ・ミュージカル』ZEN ISHIKAWA SOLO CONCERT～60th Anniversary～（2025年3月20日 - 東京・新国立劇場中劇場）
- 『“ever” Naoto Kaiho Stage Entertainment Activities 30th Concert』ゲスト（2025年6月18日、東京・シアタークリエ）
- Thanks Musical Concert『A Happiness for You ハピネスフォーユー』（2025年6月28日、東京・国際フォーラム ホールA）
- 石丸幹二 オーケストラコンサート 2025　ゲスト（2025年8月14日 - 東京・サントリーホール 大ホール）

### 朗読
- 話芸写 語りライブ（1994年）
- 自主公演『dramatic reading 愛言葉』（1999年、2002年）
- ムジカーザ 10周年記念コンサート（2005年） 　ほか

### イベント
- 東京會舘トークサロン「石川禅 vs 塩田明弘」（2008年3月22日 - 東京・東京會舘 本舘ローズルーム）
- 東京會舘トーク＆ライブ「TALK&LIVE　石川禅」（2008年11月24日 - 東京・東京會舘　本舘ローズルーム）
- 東京會舘ミュージカルサロンvol.19　石川禅＆吉野圭吾（2009年7月26日 - 東京・東京會舘　本舘ローズルーム）
- 東京會館ミュージカルサロンvol.24 石川禅＆吉野圭吾（2010年4月25日 - 東京・東京會舘 本館ローズルーム）
- 東京會舘ミュージカルが100倍楽しめる　塩田明弘のミュージカルサロン（2010年9月19日 - 東京・東京會舘　本舘ローズルーム） - ゲスト出演
- 東京會舘「石川 禅＆吉野 圭吾トークショー 〜ミュージカルの舞台秘話を語る〜」（2014年9月30日 - 東京・東京會舘 本館ローズルーム）
- 浦井健治のDressing Room Live Vol.3 - ゲスト出演（2022年2月28日 - 配信）　ほか

その他
- マジカル頭脳パワー!! / マジカルミステリー劇場 「安岡力也片想い」（1991年、NTV） - 安井一郎
- ときめき夢サウンド - 「ディズニーからの贈り物」（1997年6月15日、NHK総合）
- 魅惑のスタンダード・ポップス（2009年5月31日、NHK BS2）
- 博多座夢舞台 - ゲスト出演（2007年9月30日、KBCラジオ）
- 今日は一日『ミュージカル』三昧 - ゲスト出演（2008年9月15日、NHK-FM）
- 音無美紀子の歌声喫茶 - ゲスト出演（2014年1月30日、アート・カフェ・フレンズ）
- 石川禅が語るミュージカルの魅力（2014年3月3日、東京・朝日カルチャーセンター 新宿校）
- ミュージカルの魅力を語る（2014年9月15日、愛知・栄中日文化センター）
- 石川禅と塩田明弘が語るミュージカルの魅力（2014年10月17日、東京・朝日カルチャーセンター 新宿校）
- 日英シェイクスピア・マスターと石川禅による『十二夜』を語る夜（2015年2月21日、東京・朝日カルチャーセンター 新宿校）
- 山田和也×石川禅が語るミュージカル『ジキル＆ハイド』（2016年2月3日、東京・朝日カルチャーセンター 新宿校）
- 石川禅×坂元健児が語るミュージカル『パレード』（2017年5月8日、東京・朝日カルチャーセンター 新宿校）
- 『笑う男』をもっと楽しむために（2019年4月17日、東京・朝日カルチャーセンター 新宿校）
- 石川禅が語るミュージカル『パレード』（2021年1月14日、東京・朝日カルチャーセンター オンライン) ほか

## 作品

### CD
ミュージカル(出演作品収録)
- ミス・サイゴン <帝劇（東京）公演完全ライヴ盤>（東芝EMI、1993年）
- レ・ミゼラブル <日本公演ライヴ盤>　青（東芝EMI、1994年）
- 回転木馬 CAROUSEL <日本公演ライヴ盤>（東芝EMI、1995年） - 通称「赤盤」
- ミュージカル ジキルとハイド　<ハイライト・ライヴ録音盤>（東宝、1993年）
- ミュージカル エリザベート　［2004年東宝公演ハイライト・ライヴ録音盤］トート：山口祐一郎ヴァージョン（東宝、2004年）
- ミュージカル マリー・アントワネット［ハイライト・ライヴ録音盤］（東宝、2007年）
- ミュージカル ロミオ＆ジュリエット［ハイライト・ライヴ録音盤］（宝塚クリエイティブアーツ、2012年）
- ミュージカル アリス・イン・ワンダーランド［ハイライト・ライヴ録音盤］（ホリプロ、2013年）
- ミュージカル モンテ・クリスト伯［ハイライト・ライヴ録音盤］（東宝・ホリプロ・東宝ミュージック、2014年）
- ミュージカル レディ・ベス［ハイライト・ライヴ録音盤］（東宝・東宝ミュージック・東宝不動産、2014年）
- ミュージカル ジキル＆ハイド［ハイライト・ライヴ録音盤］（東宝・ホリプロ・東宝ミュージック、2016年）
- ミュージカル 笑う男［ハイライト・ライヴ録音盤］（東宝・東宝ミュージック、2019年）

音楽
- タナボタのCD - V.A. （タナボタ企画、1999年） - ゲストとして1曲参加
- ベスト・ミュージカル2 〜八重奏（オクテット）〜 - V.A. （ビクターエンタテインメント、2006年） - うち3曲に参加
- ホリプロ60周年オールスターミュージカルCD（ホリプロ、2021年）
- 石丸幹二  ORCHESTRA CONCERT 2022（ソニー・ミュージック、2022年）- うち3曲に参加

朗読
- 日本昔ばなし 〜フェアリー・ストーリーズ〜 第7巻 - V.A. （コロムビアミュージックエンタテインメント、2005年） - うち1作品朗読

### DVD
- M.クンツェ＆S.リーヴァイの世界 〜2nd Season〜 ウィーン・ミュージカルコンサート <東京国際フォーラム キャスト版> (東宝・東宝ミュージック・東宝不動産、2012年)
- 遠い夏のゴッホ（ホリプロ・ポニーキャニオン、2014年）
- ミュージカル レディ・ベス <2017年版キャストDVD> (東宝、2018年)
- ミュージカル　フリーダ・カーロ - 折れた支柱 - （TipTap、2019年）
- 日曜劇場 ノーサイド・ゲーム（TBS、2019年）